# Timarcha maritima
Timarcha maritima es una especie de insecto coleóptero de la familia Chrysomelidae.
Fue descrita científicamente en 1850 por Perris.